# Coconuts, Plenty of Junk Food
Coconuts, Plenty of Junk Food is een ep van CocoRosie, uitgegeven op  3 juni 2009. De ep werd uitgegeven in eigen beheer en was enkel te koop tijdens de CocoRosie's 2009 Summer Tour.

## Tracks
| Nr. | Titel       | Duur |
| --- | ----------- | ---- |
| 1.  | Happy Eyez  | 3:23 |
| 2.  | Coconuts    | 2:56 |
| 3.  | Milkman     | 3:44 |
| 4.  | Joseph City | 3:46 |
| 5.  | Spirit Lake | 2:34 |